# MudRunner
MudRunner (раннее Spintires: MudRunner) — компьютерная игра в жанре автосимулятора. Выпущена 31 октября 2017 года разработчиком Saber Interactive и издателем Focus Home Interactive. Игра была выпущена для Windows, PlayStation 4 и Xbox One и является продолжением эксклюзивной для Windows игры Spintires, разработанной Oovee Game Studios. Как и в Spintires, в MudRunner игрок управляет внедорожными транспортными средствами, перемещаясь по локациям для выполнения заданий. Игра была выпущена в Японии на Nintendo Switch 18 июня 2020 года. 28 апреля 2020 года вышло продолжение MudRunner под названием SnowRunner.

## Игровой процесс
MudRunner — это симулятор езды по бездорожью, в котором игроку предстоит управлять старыми советскими автомобилями по грязным, неасфальтированным дорогам, имея при себе только карту и компас. Цель игры — доставлять брёвна к месту назначения, не исчерпывая ресурсы (например, топливо) и не повреждая транспортное средство. В игре есть как одиночный режим, так и кооперативный многопользовательский режим, которые используют одни и те же шесть основных карт (базовая игра), а также три американские и две российские карты вместе с DLC-контентом. За время существования игры было добавлено четыре набора DLC, которые вводят новые транспортные средства (некоторые лицензированные), новые игровые карты и карты испытаний. Основные карты игры включают различные элементы бездорожья, такие как водоёмы, реки, асфальтированные участки дорог, тропы и перепады высот, что обеспечивает более реалистичную и разнообразную симуляцию условий бездорожья.
Цель игры — доставить в общей сложности 8 очков груза на одну или две лесопилки на одной карте, при этом разные размеры брёвен дают разное количество очков груза (обычно короткие брёвна — 3 очка, средние — 4, длинные — 6, хотя бывают исключения из этой системы). Все транспортные средства в игре организованы по разным классам, которые отражают их полезность и внедорожные возможности, при этом каждое транспортное средство даёт разное количество «очков баланса». Эти очки баланса суммируются для каждой карты, и при завершении карты указывается, сколько очков было использовано для этого, при этом минимальное количество очков считается целью для полного завершения.